# Humbert II de Viennois
Pour les articles homonymes, voir Viennois (homonymie), Humbert et Humbert II.
Humbert II de la Tour-du-Pin, né en 1312, mort le 22 mai 1355, est le dernier dauphin de Viennois, comte de Vienne, d'Albon et seigneur de la Tour de 1333 à 1349. Sévèrement jugé par ses contemporains, il est décrit comme un incapable et un dépensier. N'ayant pas l'ardeur guerrière de son frère Guigues VIII de Viennois, auquel il succède, il se range plutôt dans le camp des pacifiques. Malgré tout, il est un remarquable administrateur, organise le Dauphiné selon des modes innovants pour l'époque (Conseil delphinal et cour des comptes, université, statut delphinal pour ses états…). Il est également le rédacteur et le signataire de la Charte des Escartons qui donne à la région briançonnaise une autonomie comparable à celle des premiers cantons suisses qui, à cause de la centralisation grandissante du pouvoir royal français, ne débouche pas sur la création d'une entité similaire.

## Biographie
Il est fils de Jean II, dauphin de Viennois, et de Béatrice de Hongrie,.

### Jeunesse
Ayant reçu le Faucigny en héritage de son oncle Hugues, il entreprend à 18 ans un tour d'Europe pour apprendre le métier de prince et passe notamment plusieurs mois chez son oncle maternel Carobert, en Hongrie, puis chez son grand-oncle Robert d'Anjou, à la cour de Naples. Il épouse en juillet 1332 Marie des Baux (vers 1319-mars 1347), fille de Bertrand des Baux de Berre († 1351), comte d'Andria et de Béatrice d'Anjou (1295 † 1321), nièce de Robert d'Anjou et membre de la famille des seigneurs des Baux, une puissante maison du comté de Provence. En 1333, le couple a un fils, prénommé André, mais celui-ci meurt en 1335. Le généalogiste André Favyn suggère un premier mariage antérieur d'Humbert avec une infante de Majorque, bien qu'aucun document ne soit connu pour vérifier ce fait. Cependant, cette même année, Humbert, âgé de vingt ans, est précipitamment appelé à remplacer son frère Guigues, mort au cours de l'assaut d'un château près de Voiron.
Dès 1334, il est cité en sus du titre de dauphin de Viennois, comme ses prédécesseurs, de comte de Vienne, d'Albon et seigneur de la Tour.
Ayant pour référence les cours de Hongrie et de Naples, Humbert entretient alors une cour fastueuse dans son château de Beauvoir-en-Royans, ce qui est mal perçu par ses contemporains et s'équilibre mal avec la richesse réelle du dauphin. À la différence de ses prédécesseurs, Humbert ne mène plus cette vie itinérante d'un château delphinal à l'autre et préfère rester à Beauvoir.
Humbert II est le créateur du Conseil delphinal en 1337, puis de la cour des comptes à partir de 1340. Il fonde également l'université de Grenoble le 12 mai 1339 avec l'accord du pape Benoît XII. En 1337, il se rendent en pèlerinage à la grotte de la Sainte-Baume accompagné de Pétrarque,.

### L’affaire du Dauphiné
Après la perte de son fils unique André, en octobre 1335, Humbert II en proie à des accès de découragement projette régulièrement de céder son héritage. Dès 1337, il propose de vendre ses États à Robert de Naples, mais celui-ci ne veut pas payer le prix demandé,. Malgré tout, comme tout prince de cette époque, Humbert II eut plusieurs enfants adultérins (un fils : Amédée de Viennois dont descendance , et deux filles : Catherine mariée au bâtard de Lucinge, et Marie, religieuse), mais ceux-ci ne purent lui succéder à la dignité delphinale.

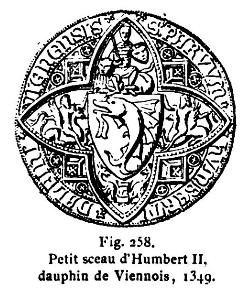

Humbert nomme le 20 juin 1337, Agoult des Baux, oncle de son épouse, administrateur de ses finances privées. En janvier 1338, le Dauphin, confronté au problème de ses caisses vides, lui donne ordre de poursuivre les Juifs, les Lombards et les Toscans dans ses États. Accusés d’usure et de contrats usuriers, ils sont taxés de fortes amendes. Le pape Benoît XII envoie aussitôt sur place Johannes de Badis, son Grand Inquisiteur de Provence, pour rechercher les juifs convertis et relaps du Dauphiné.
Le rôle politique d’Agoult des Baux s’amplifie lors des négociations de paix entre le Dauphin et Vienne, en juillet 1338, à la suite de la révolte des Viennois. Au cours de l’été, Humbert doit emprunter 30 000 florins au pape pour solder ses troupes ; sa dette est gagée sur ses terres et il propose au pontife de lui vendre le Dauphiné contre 452 000 florins. Les difficultés financières s'accumulant, Humbert fait procéder à l'inventaire de ses biens en 1339, par le biais d'une enquête delphinale, dans le but de vendre sa principauté au pape Benoît XII. Sans doute mis au courant des convoitises du roi de France, le pontife lui en offre 150 000, tout en décidant d’enquêter sur les revenus domaniaux du Dauphin. Entre janvier et juillet 1339, Jean de Cojordan, évêque d'Avignon, trésorier pontifical, et Jean d’Arpadelle, chapelain du pape, parcourent le Viennois et le Briançonnais pour une enquête papale. Ils estiment les revenus annuels du Dauphin à 27 970 florins, ce qui donne une valeur théorique de vente pour le Dauphiné de 559 400 florins. La transaction avec le pape échoue.

### La politique delphinale de la France

Le royaume de France en 1328 et ses relations avec certains des royaumes voisins ; le Dauphiné est un voisin du sud-est.
Possessions de Jeanne de Navarre
États pontificaux
Territoires contrôlés par Édouard III
Zone d'influence économique anglaise
Zone d'influence culturelle française

En effet, Philippe VI de Valois et son conseiller l’archevêque de Rouen, Pierre Roger, avaient senti se dessiner une opportunité. Le roi de France engage d’abord à son service le brillant Agoult des Baux. Il est d’abord nommé Sénéchal de Beaucaire par Philippe VI, le 30 octobre 1340, puis Sénéchal de Toulouse et d’Albi, le 3 mars 1341. Puis, il fait savoir au pontife qu’il accepte l’accession de son conseiller à la pourpre. C’est ce que fait Benoît XII par lettre bullée, en date du 12 décembre 1338. L’archevêque de Rouen arrive à Avignon le 5 mai 1339 et reçoit, le 12, le chapeau de cardinal.
Au cours de cette année, le Dauphin veut à nouveau mater une « émotion » à Vienne. Il se tourne vers le pape et obtient 15 000 florins qu’il promet de rembourser sous six mois. En octobre 1340, il demande un délai de paiement. En août 1341, il est toujours débiteur de 16 200 florins. Le cardinal Pierre Roger intervient auprès de Benoît XII qu’il persuade d’excommunier le mauvais payeur.
Affolé, le pieux Humbert offre alors au pape de couvrir sa dette en donnant au Saint-Siège quelques-uns de ses fiefs. Toujours conseillé par Pierre Roger, Benoît XII fait une réponse négative à l’ambassade delphinale. Sans héritier, endetté jusqu’au cou, rejeté de l’Église, Humbert II allait être, sous peu, une proie facile pour le royaume de France.

### ClémentVIet le rattachement du Dauphiné à la France
Avec le nouveau pape Clément VI, ancien conseiller de Philippe VI de Valois sur le trône pontifical, le sort du Dauphiné est scellé : il serait rattaché à la France. Sur l’initiative de Clément VI, un grand pas est franchi au cours du mois de février 1343. Le roi et son fils aîné, Jean de Normandie, viennent rencontrer Humbert II dans la cité papale.
Le Dauphin du Viennois est aux abois. Toujours à la recherche de liquidités, il se voit proposer par le roi de France un arrangement financier qui le tirerait du besoin. S’il accepte que le Dauphiné soit dévolu au second fils du roi après sa mort, ses dettes seraient réglées et il jouirait d’une rente annuelle. Humbert sollicite un temps de réflexion.
Depuis quelques mois, il a pris contact avec son oncle, Robert d’Anjou, pensant que le comte de Provence serait intéressé par l’achat de ses États qui jouxtent les siens. Malheureusement, ce dernier vient de rendre son dernier soupir à Naples. Le Dauphin tente alors de trouver un palliatif. Le 29 mai 1343, il vend leur indépendance à cinquante-deux paroisses des Alpes qui se regroupèent pour former la « République des Escartons ». Mais sous la pression pontificale - il n'y aurait pas de levée d'excommunication si Humbert II n'obtempérait pas - le Dauphin signe un accord avec la France le 23 avril 1343.

### ClémentVIfait céder le DauphinHumbertII
Clément VI, toujours attentif à la question dauphinoise, écrit à Philippe VI, le 11 avril 1344, pour lui proposer que le fils aîné du roi de France porte le titre de Dauphin. Le pape envisage ensuite de lever l’excommunication d'Humbert II, qui a remboursé jusqu’au dernier florin à la Révérende Chambre Apostolique, mais il y met une condition. Il doit lui céder le fief de Visan. L’accord passé, le 31 juillet, Clément VI reçoit Humbert dans son palais de Villeneuve-lès-Avignon. Le Dauphin du Viennois rend hommage et le pape lève les sentences.
Clément VI peut entrer en possession de son fief de Visan à la fin du mois d’octobre au moment où, sur son initiative, arrivent à Avignon les émissaires de France et d’Angleterre pour discuter d’une nouvelle trêve sous l’égide du cardinal Jean Raymond de Comminges.

### Les croisades pontificales

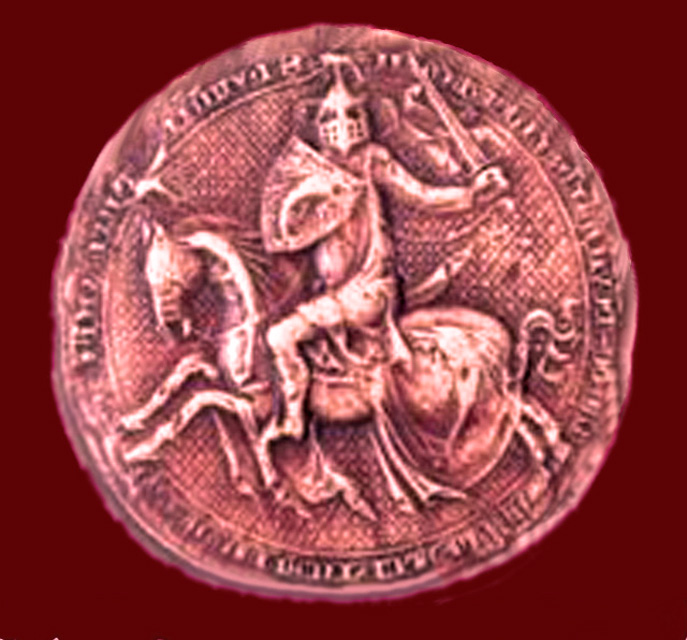
Grand sceau de Humbert II de Viennois

Début 1345, Humbert se propose pour commander la croisade projetée pour secourir la citadelle de Smyrne, conquise par une précédente expédition le 28 octobre 1344 mais qui est depuis assiégée par les Turcs. Le pape, avec une certaine réserve, accepte de le nommer, le 26 mai 1345, capitaine général du Siège apostolique, commandant l’armée chrétienne. Le dauphin, après avoir vidé les caisses de son trésor, embarque à Marseille le 2 septembre 1345, en compagnie de Jean Ier Le Meingre, dit Boucicaut, qui s’est déjà illustré à Smyrne. Ce « prince médiocre » – l’expression est d’Y. Renouard – mène une expédition sans envergure. Après avoir confié le gouvernement du Dauphiné à Henri de Villars, archevêque de Lyon, il part en compagnie de son épouse Marie des Baux, âgée de vingt-six ans, et de sa mère, Béatrix de Hongrie. Très soucieux de leur santé, le dauphin passe son premier hiver à Rhodes. Il bat le 24 juin 1346 les Turcs qui assiègent Smyrne. Il fait ensuite engager des pourparlers avec eux après cette petite victoire. Les négociations durent encore en 1347, année où meurt la dauphine, au cours du mois de mars. Effondré de chagrin, Humbert II retourne en Dauphiné en septembre 1347. Il est ruiné.

### Annexion du Dauphiné à la France
En février 1349, le roi de France Philippe VI achète pour 120 000 écus la ville de Montpellier à Jacques III de Majorque. Puis, il repense au Dauphiné. Pour s'assurer que le Dauphiné, devenant fief du fils aîné du roi de France, ne soit pas assimilé à n'importe quel autre domaine du souverain, Humbert signe le 30 mars 1349 le traité de Romans avec le royaume de France. Ce traité instaure le « Statut delphinal », ce qui exempte les Dauphinois de nombreux taxes et impôts. La défense de cette constitution particulière sera l'objet principal des discussions du parlement provincial dans les siècles qui suivront.
Le 30 mars, les conseillers du roi Guillaume Flote, Pierre de La Forest et Firmin de Coquerel, évêque de Noyon, après plusieurs semaines passées à Tain-l'Hermitage, obtiennent l’accord d'Humbert II pour la cession. Le 16 juillet suivant, le dauphin du Viennois aliène enfin ses droits viagers en faveur de Charles, fils de Jean de Normandie et aîné des petits-fils de Philippe VI, qui est donc le premier à porter le titre de dauphin de France. Humbert cède ses domaines contre 200 000 florins et une rente annuelle de 24 000 livres payable à Pâques ou à la Trinité. La cérémonie du transport (qui est le nom donné à la cession pour sauver les apparences) se déroule à Lyon, au couvent des dominicains de la place Confort. Au cours de celle-ci, Humbert « se dévêt » de sa suzeraineté pour en « saisir et investir » Charles. Il lui remet l’épée du dauphin au manche incrusté du bois de la Vraie Croix, la bannière de saint Georges éclaboussée du sang du dragon, le sceptre et l’anneau delphinaux. Le nouveau dauphin jure, entre les mains de Jean de Chissé, évêque de Grenoble, de respecter les franchises du Dauphiné, en particulier les statuts solennels promulgués par Humbert II.

### Fin de vie

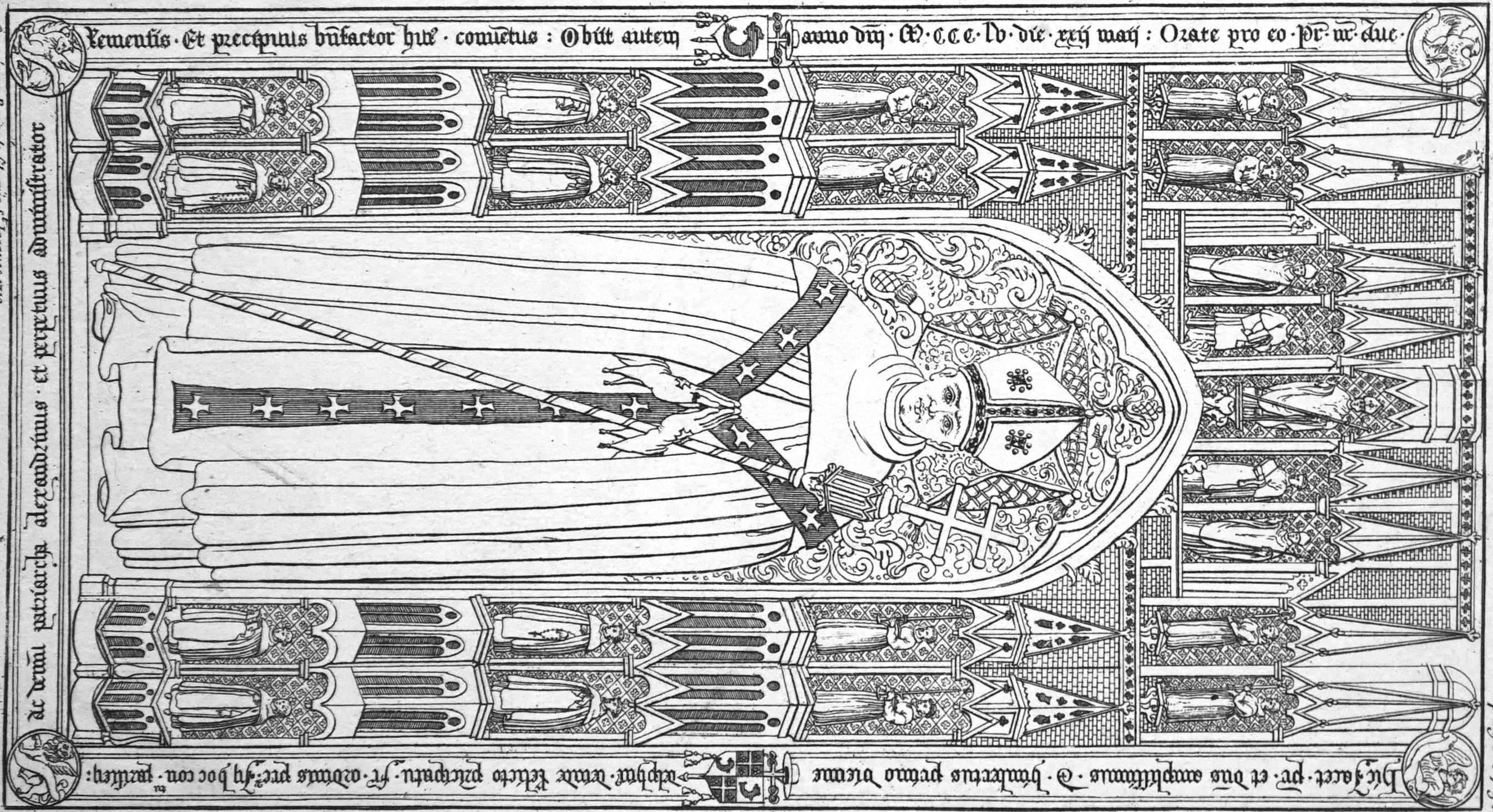
Relevé de la tombe d'Humbert II au couvent des Jacobins de Paris.

Dès le lendemain, Humbert entre dans l'ordre des Prêcheurs où il prend l'habit de saint Dominique et se retire au couvent de Montaux. Il est ordonné prêtre par Clément VI, le 25 décembre 1350, à Notre-Dame des Doms d’Avignon. Il reçoit les trois ordres majeurs, lors des trois messes de Noël, en présence du roi Jean et du dauphin Charles. Nommé patriarche d’Alexandrie le 31 janvier 1351, il est chargé de l’administration perpétuelle du diocèse de Reims à partir du 30 avril 1352. Puis le patriarche se met à rêver de gloire ecclésiastique. En 1355, il décide d’entreprendre le voyage jusqu’à Avignon pour obtenir d'Innocent VI le titre et la fonction d’évêque de Paris. Il n’achève pas son périple puisqu’il meurt le 22 mai dans le couvent des Jacobins de Clermont d’Auvergne, à l'âge de 43 ans. Il est inhumé au couvent des Jacobins à Paris.

## Seigneuries delphinales
Benoît XII et Clément VI entreprennent de confisquer Visan au Dauphin Humbert II. Le premier pontife l'excommunie pour dettes et le second n'accepte de lever la sentence que le 31 juillet 1344 en se faisant rétrocéder Visan, qui contrôle les communications entre le Comtat Venaissin et Valréas. Furieux, les Visanais refusent de prêter hommage tant que leurs privilèges n'auraient pas été avalisés. Ce que fait Clément VI le 23 février 1351. Le passage de Visan sous le contrôle pontifical fait fermer l'Hôtel des Monnaies delphinal. Celui-ci frappait des florins d'or, des vingtains et des douzains blancs, ainsi que des redortats et des deniers noirs.

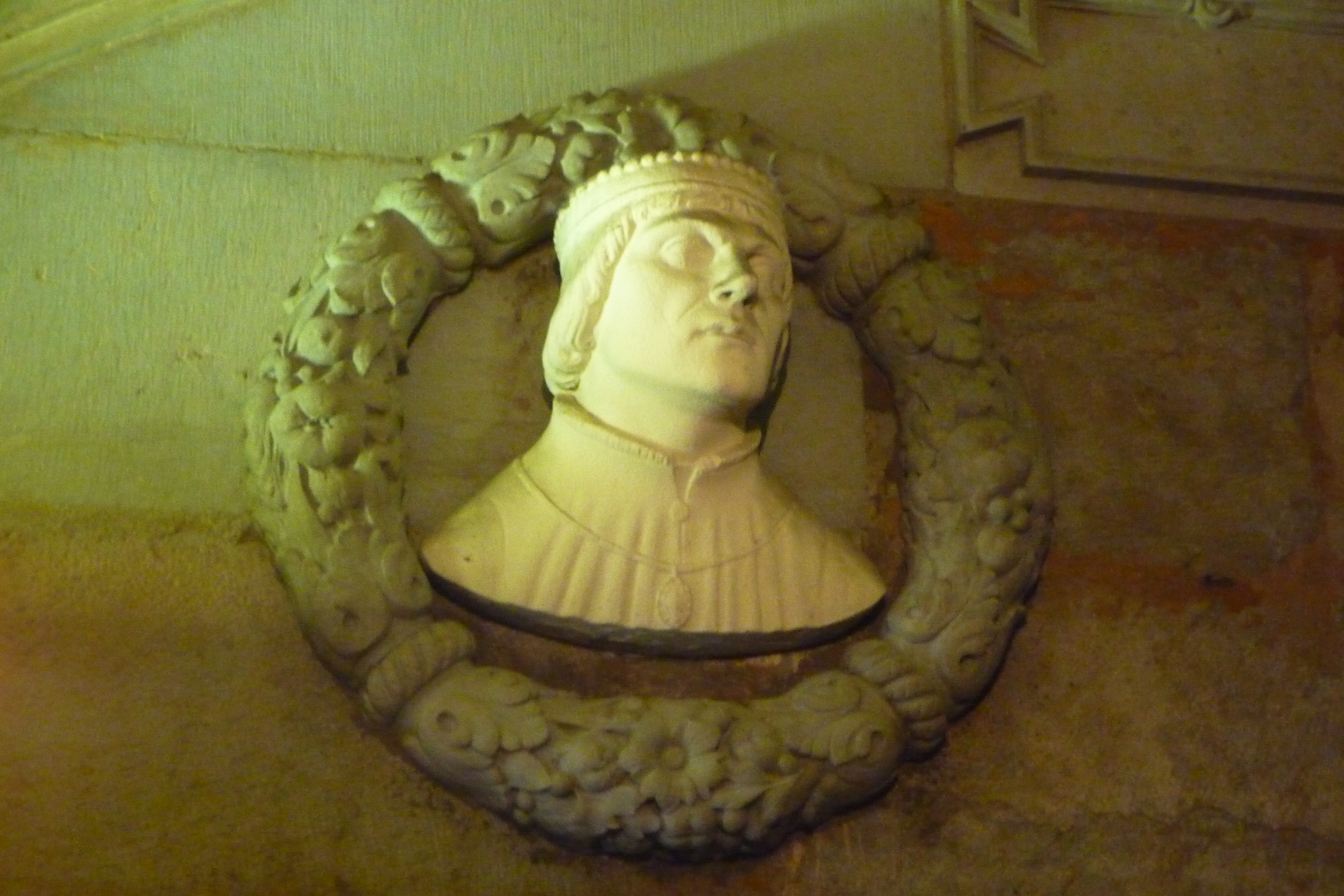
Humbert II de Viennois au Palais du parlement du Dauphiné à Grenoble.

Saint-Marcellin-lès-Vaison et Saint-Romain-en-Viennois sont des enclaves delphinales en Comtat Venaissin.
Chabottes, situé dans le Champsaur dépendait à la fois du dauphin et du seigneur de Montorcier.